# Pedicia simulata
Pedicia (Pedicia) simulata là một loài ruồi trong họ Pediciidae. Chúng phân bố ở vùng sinh thái Palearctic.